# Jean-Claude Michéa
Jean-Claude Michéa (1950) è un filosofo francese, professore emerito di filosofia in pensione e  autore di diversi saggi dedicati in particolare al pensiero e all'opera di George Orwell.
Esponente del socialismo libertario,  Michéa è noto per le sue posizioni impegnate contro le correnti dominanti della sinistra che, secondo lui, ha perso ogni spirito di lotta anticapitalista per far posto alla “religione del progresso”.
In particolare Jean-Claude Michéa, ponendosi sul solco del socialismo di George Orwell, critica l'intellighenzia di sinistra che, secondo lui, si è allontanata dal mondo proletario e popolare. Difende i valori morali collettivi in una società sempre più individualista e liberale, utilizzando solo la legge e l'economia per giustificarsi. Egli «ritiene che i modelli borghesi liberali abbiano prevalso sul socialismo, inghiottendolo» e «si rammarica che il socialismo abbia accettato le teorie del liberalismo politico».